# Corpus scriptorum historiæ byzantinæ

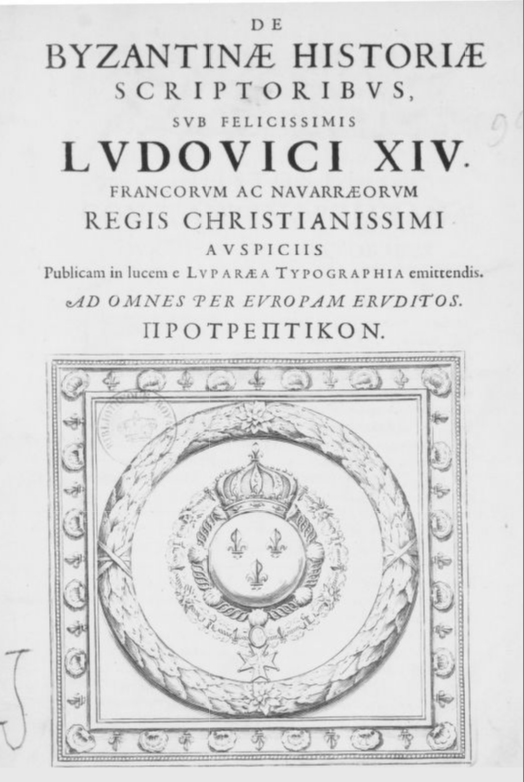
Corpus scriptorum historiæ byzantinæ

Il Corpus scriptorum historiæ byzantinæ (chiamato anche "Corpus Parisiense", o "Byzantine du Louvre") è una raccolta sistematica in ventiquattro volumi di fonti primarie per lo studio della storia bizantina (330-1453 circa), pubblicata a Parigi tra il 1648 e il 1711, sotto la direzione del padre Philippe Labbe S.I. (che ne scrisse l'introduzione). Ogni volume contiene un'edizione critica di un testo storico greco bizantino, accompagnata da una parallela traduzione latina. Il progetto fu realizzato su incarico del ministro Colbert e sotto il patronato del re di Francia Luigi XIV. Labbe si servì dell'aiuto di altri grecisti, come Claude Maltret S.J., la cui edizione della Storia delle guerre di Procopio, con commento critico fu inclusa nella raccolta, e i domenicani Jacques Goar e François Combefis, che curarono l'opera di Teofane Confessore. Alla collezione fu aggiunta l'opera storica di Anselmo Banduri Imperium Orientale, sive Antiquitates Constantinopolitanae, pubblicata per la prima volta a Parigi nel 1711.

## Descrizione dell'Opera
Il Corpus scriptorum historiæ byzantinæ è una raccolta completa di tutte le opere storiografiche greche che ci hanno trasmesso la storia dell'Impero Romano d'Oriente, da Costantino fino alla caduta di Costantinopoli (1453). Gli autori principali inclusi nella raccolta sono:
- Giovanni Zonara;
- Niceta Coniata;
- Acominatus Choniates;
- Niceforo Gregora;
- Laonikos Chalkokondyles.

Fanno parte della raccolta anche le opere di storici che hanno trattato singoli argomenti monografici, i più notevoli dei quali, in ordine cronologico, sono:
- Procopio di Cesarea;
- Agazia;
- Teofilatto Simocatta;
- Niceforo I di Costantinopoli;
- L'imperatore Costantino VII Porfirogenito;
- Giovanni Malalas;
- Giovanni Scilitze;
- Niceforo Briennio;
- Anna Comnena, figlia dell'imperatore Alessio I Comneno;
- Giorgio Acropolite;
- Giorgio Pachimere;
- L'imperatore Giovanni VI Cantacuzeno;
- Giorgio Cedreno;
- Michele Ducas, della famiglia imperiale di Ducas;
- Giovanni Cinnamo.

Le opere di questi autori, spesso meri elenchi di fatti, senza arte e senza discernimento, contengono, tuttavia, gli unici materiali che possediamo su quest'epoca storica.

## Edizioni
Luigi XIV, che vedeva nell'autokrator bizantino un modello politico del monarca assoluto, si fece promotore della prima edizione dell'Opera. La collezione fu stampata al Louvre in 36 volumi in folio, e, successivamente, a Venezia nel 1722 (Synopsis Historiae Byzantinae, più volte ristampata). Nel diciannovesimo secolo la raccolta fu nuovamente pubblicata a Bonn: quest'ultima edizione, intrapresa da Barthold Georg Niebuhr nel 1827, fu continuata dopo la sua morte dall'Accademia di Berlino e proseguita fino al 1897.